# Eucryphia cordifolia
Eucryphia cordifolia (Ulmo) là một loài cây gỗ thuộc họ Cunoniaceae. Loài này có ở Chile và Argentina. 

## Hình ảnh

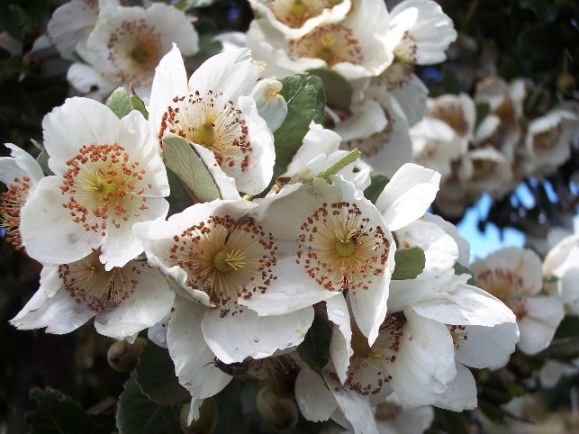
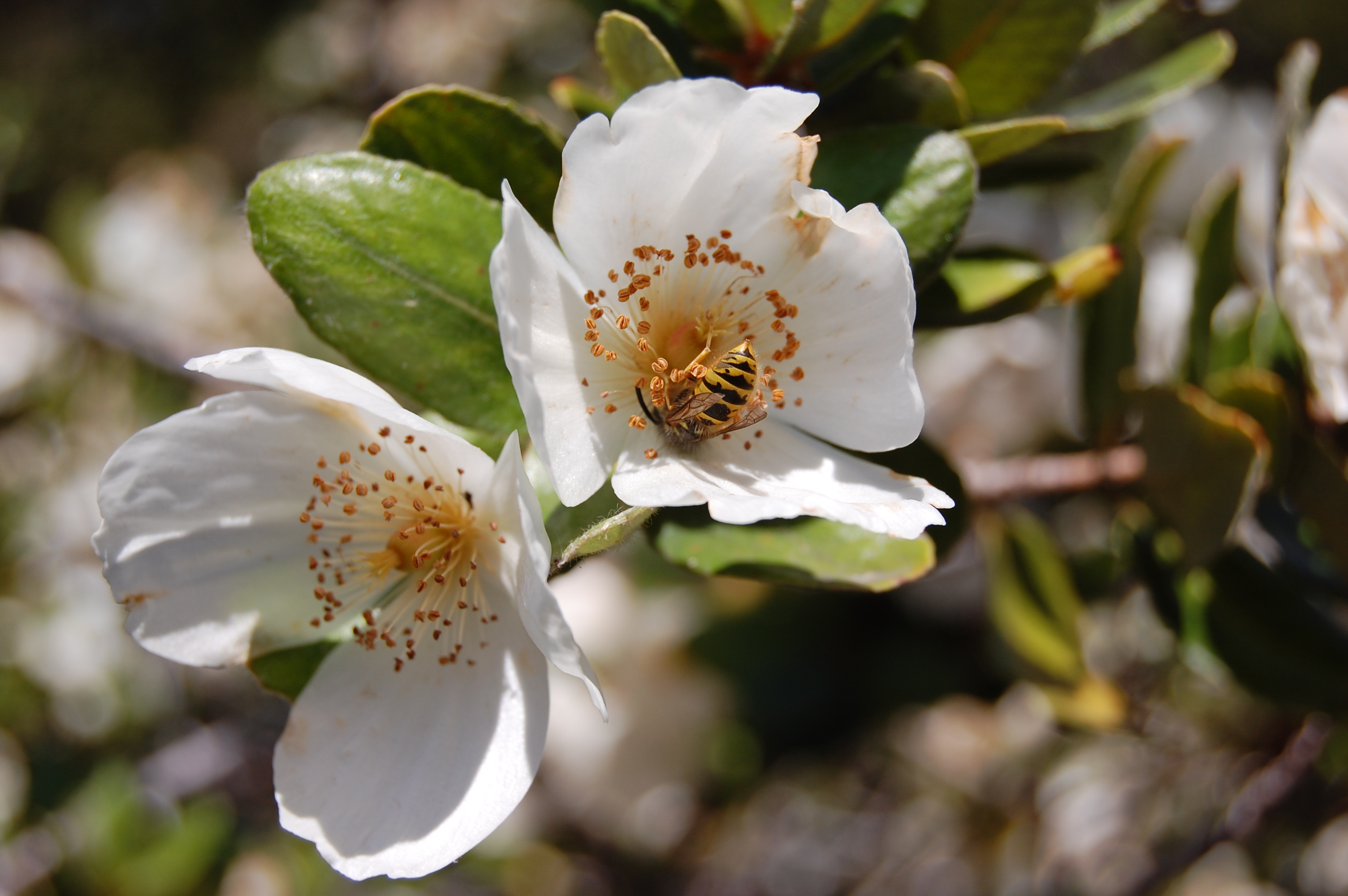
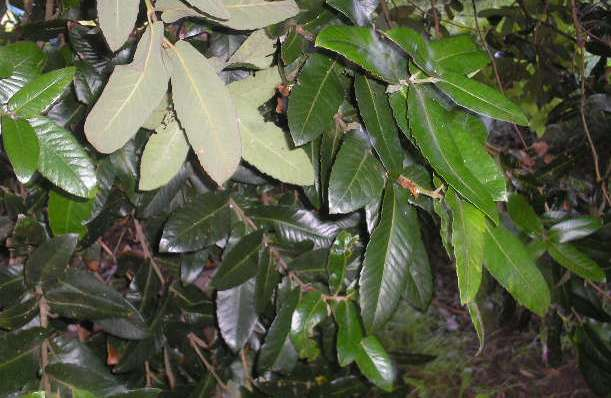
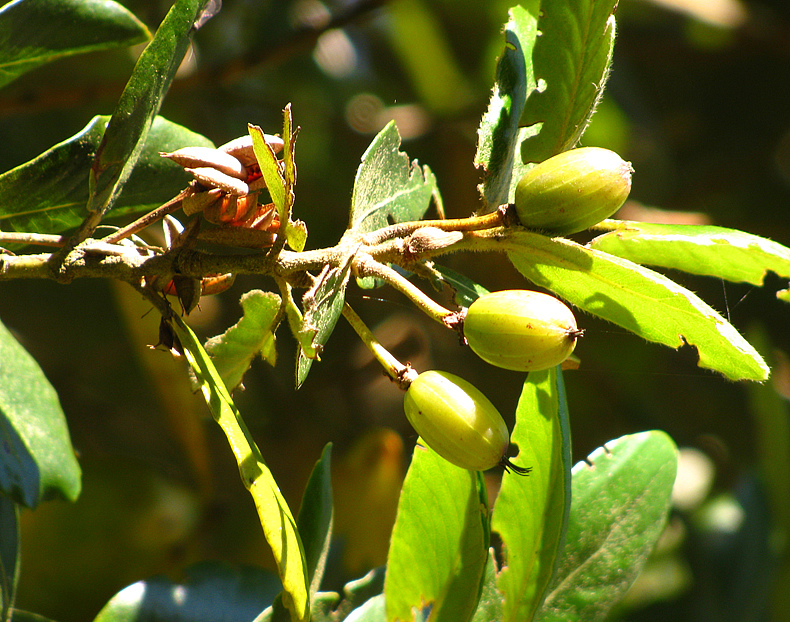